# Sembabule (district)
Sembabule is een district in Centraal-Oeganda.
Sembabule telt 184.178 inwoners.